# Saint-Maurice-d'Ételan
Saint-Maurice-d'Ételan é uma comuna francesa na região administrativa da Normandia, no departamento de Sena Marítimo. Estende-se por uma área de 14,07 km². Em 2010 a comuna tinha 313 habitantes (densidade: 22,2 hab./km²).